# Agalmatofili
Agalmatofili är en parafili som innebär sexuell attraktion till dockor, till exempel utställningsdockor, statyer eller liknade avbildningar av nakna människokroppar. Agalmatofili har dock status av en namngiven fiktiv parafili snarare än något med grund i kliniska fall.